# Глубокое (Курганская область)
Глубокое — село в Шадринском районе Курганской области. До преобразования в декабре 2021 года муниципального района в муниципальный округ административный центр Глубокинского сельсовета.

## История
До 1917 года в составе Иванищевской волости Шадринского уезда Пермской губернии. По данным на 1926 год село Могильское состояло из 270 хозяйств. В административном отношении являлось центром Могильского сельсовета Шадринского района Шадринского округа Уральской области.
В 1964 году Указом Президиума ВС РСФСР деревня Могильное переименована в Глубокую.

## Население
| 1989 | 2002 | 2010 |
| ---- | ---- | ---- |
| 639  | ↘550 | ↘526 |

По данным переписи 1926 года в селе проживало 1240 человек (598 мужчин и 642 женщины), в том числе: русские составляли 99 % населения.
Согласно результатам Всероссийской переписи населения 2002 года, в национальной структуре населения русские составляли 96 %.